# Onthophagus metalliger
Onthophagus metalliger är en skalbaggsart som beskrevs av D'orbigny 1913. Onthophagus metalliger ingår i släktet Onthophagus och familjen bladhorningar. Inga underarter finns listade i Catalogue of Life.